# ناحیه پرینستون، شهرستان بورا، ایلینوی
ناحیه پرینستون، شهرستان بورا، ایلینوی (به انگلیسی: Princeton Township) یک منطقهٔ مسکونی در ایالات متحده آمریکا است که در شهرستان بورا، ایلینوی واقع شده‌است. ناحیه پرینستون ۹٬۳۳۱ نفر جمعیت دارد و ۲۱۲ متر بالاتر از سطح دریا واقع شده‌است.